# Bahía de San Sebastián
La bahía de San Sebastián se encuentra situada al norte de la isla Grande de Tierra del Fuego, en el sector perteneciente a la Argentina, sobre la costa del Mar Argentino en el océano Atlántico. 
La península El Páramo, que culmina en la punta de Arenas, limita su extremo norte, el extremo sur lo da el cabo San Sebastián.
Su boca tiene aproximadamente 9 millas náuticas de extensión (17 km), es buen fondeadero para el reparo de los vientos del oeste y tiene una profundidad promedio de 20 metros. En las inmediaciones se hallan en producción pozos de petróleo y gas correspondientes a la Cuenca Austral. El rango de las mareas astronómicas en esta zona oscila entre 2,8m (mareas muertas) y 10,5 m (mareas vivas) (rango macromareal) 
Actualmente, la costa de toda la bahía desde la península El Paramo hasta Río Grande están protegidas por una reserva natural que busca resguardar el hábitat de aves migratorias.

## Origen
La bahía de San Sebastián se formó en una depresión tectónica que se profundizó por la erosión glacial. 

## Clima
Posee un clima es frío y seco subantártico: las lluvias oscilan entre 280 y 310 L/m² cada año, el viento sopla desde el oeste por encima de los 60 km/h más de 200 días al año con ráfagas de hasta 155 km/h y la temperatura máxima en verano llega a los 16 °C y la mínima en invierno a –22 °C.

## La conquista de San Sebastián
En 1886 el gobierno argentino envía una expedición de exploración a la isla Grande de Tierra del Fuego, cuya parte oriental acababa de ser puesta bajo soberanía argentina. En su comitiva iban el capitán Federico Spurr, el militar  Ramón Lista, el doctor Segers y el misionero salesiano José Fagnano, fundador y director de la misión de Carmen de Patagones. 
El 25 de noviembre, tras desembarcar en la playa de San Sebastián, y mientras exploraba la zona, divisó a lo lejos una toldería selknam. Sin que los indígenas representaran ninguna amenaza ni ofrecieran ninguna muestra de hostilidad, Lista ordenó a sus hombres desenfundar las armas y abrir fuego contra ellos. En pocos minutos, murieron masacrados a balazos 26 selknams, hombres, mujeres y niños. Tras la matanza, los hombres de Lista hicieron un recorrido por el lugar y momentos más tarde encontraron, oculto tras unos matorrales, a un joven selknam de unos 20 años, al que mataron de 28 balazos. 
Fagnano y Spurr, horrorizados por la matanza, enfrentaron a Lista, y éste amenazó con hacerlos fusilar.
Cinco días más tarde, se encontraron con otro grupo selknam, pero el padre Fagnano y el doctor Segers se adelantaron a Lista, logrando un encuentro amistoso. Entonces Lista decidió apurar la marcha y, dejando atrás al incómodo misionero, en el siguiente encuentro causó otra matanza, con otros dos indígenas muertos y dos mujeres y siete niños prisioneros. Continuaron su exploración hasta llegar a la costa en Bahía Thetis, en el extremo oriental de la isla, donde se reembarcaron en otro buque.
Ni Lista ni los soldados a su cargo fueron sancionados por ninguna de las masacres. Fue la primera de una serie de matanzas que, en un lapso de 20 años, entre fines del siglo XIX y principios del siglo XX, aniquiló casi totalmente a la población indígena de la isla.
En 1893 Argentina y Chile firmaron un protocolo de límites en el que se trasladó oficialmente el límite hacia el oeste, garantizándole el dominio de toda la bahía a la Argentina.
Por Ley N.º 29 del año 1992, el gobierno de Tierra del Fuego declaró al 25 de noviembre, aniversario de la masacre de San Sebastián, como Día del Indígena Fueguino.

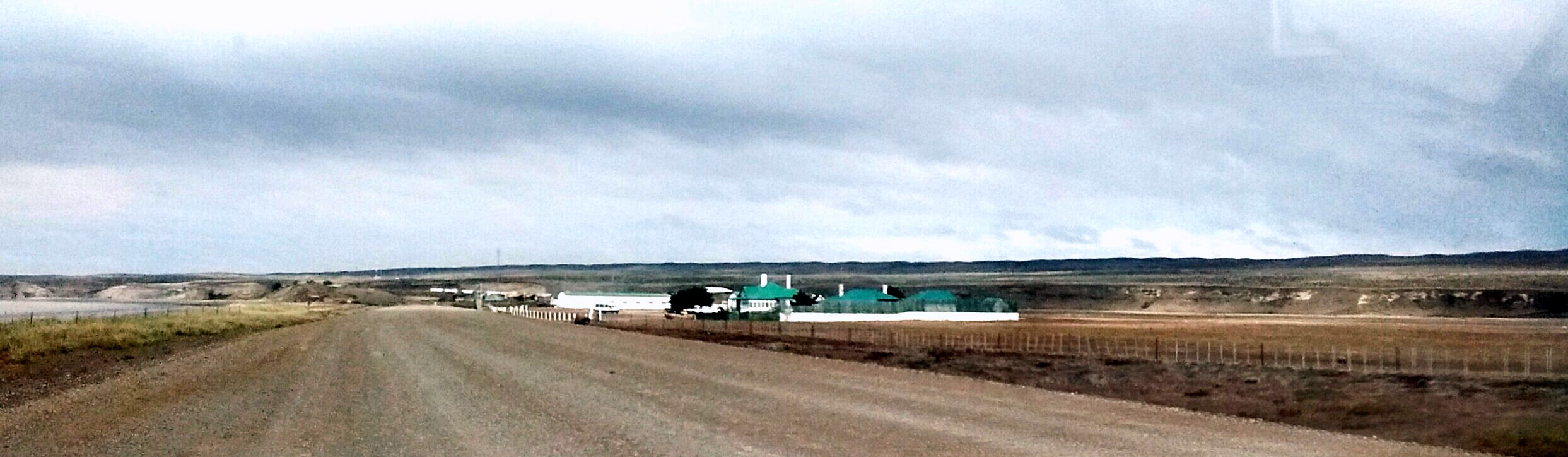
Estancia San Martín junto a la bahía